# Maximiliano Pérez
Maximiliano Daniel Pérez Tambasco (Buenos Aires, Argentina, 26 de octubre de 1986) es un exfutbolista argentino-uruguayo. Jugaba de delantero y su último club fue Miramar Misiones de la Segunda División de Uruguay. Es el máximo goleador histórico de Fénix con 74 goles.

## Trayectoria
En su paso por Tenerife de España, durante la temporada 2014/15, dejó huella en la afición y en la isla, ya que los técnicos no apostaban por él, sin embargo dio una gran alegría, cuando al jugar contra el eterno rival de Tenerife, Las Palmas (en su mejor temporada y sin embargo una temporada muy mala para el Tenerife por el que ni su propia afición apostaba), logró marcar un gol con el que si bien no se consiguió la victoria y fue un empate, supo a gloria, ya que los medios y el club rival hacían declaraciones desde semanas antes, dando por hecho la derrota de Tenerife. 
En 2019 se consagró como goleador histórico del Centro Atlético Fénix con 74 anotaciones.

### Clubes
| Club                   | País                | Año       | Partidos | Goles | Media |
| ---------------------- | ------------------- | --------- | -------- | ----- | ----- |
| Fénix                  | Uruguay             | 2004-2007 | 33       | 20    | 0.13  |
| Rosario Central        | Argentina           | 2008      | 0        | 0     | 0.13  |
| Defensor Sporting      | Uruguay             | 2008      | 10       | 4     | 0.4   |
| Rangers                | Chile               | 2009      | 12       | 6     | 0.42  |
| Everton                | Chile               | 2009      | 18       | 3     | 0.11  |
| San Martín de San Juan | Argentina           | 2010      | 2        | 0     | 0     |
| Fénix                  | Uruguay             | 2010-2011 | 27       | 12    | 0.44  |
| Peñarol (Cesión)       | Uruguay             | 2011-2012 | 25       | 7     | 0.16  |
| Necaxa (Cesión)        | México              | 2012-2013 | 11       | 1     | 0.09  |
| Fénix                  | Uruguay             | 2013-2014 | 24       | 7     | 0.29  |
| Tenerife (Cesión)      | España              | 2014-2015 | 29       | 6     | 0.21  |
| Fénix                  | Uruguay             | 2016      | 29       | 11    | 0.38  |
| Olimpo                 | Argentina           | 2016      | 4        | 0     | 0     |
| Fénix                  | Uruguay             | 2017-2019 | 61       | 21    | 0.34  |
| Wanderers              | Uruguay             | 2020-2021 | 27       | 3     | 0.11  |
| Cerrito                | Uruguay             | 2021      | 18       | 1     | 0.06  |
| Miramar Misiones       | Uruguay             | 2022      | 9        | 0     | 0     |
| Total en su carrera    | Total en su carrera | 2004-2022 | 334      | 102   | 0.31  |

### Distinciones individuales
| Distinción                                        | Año     |
| ------------------------------------------------- | ------- |
| Goleador histórico de Fénix (74 goles)            |         |
| Máximo goleador de la Segunda División (17 goles) | 2006-07 |